# Oreszino
Oreszino (bułg. Орешино) – wieś w południowej Bułgarii, w obwodzie Chaskowo, gminie Iwajłowgrad. Według danych Narodowego Instytutu Statystycznego, 31 grudnia 2011 roku wieś liczyła 33 mieszkańców.

## Położenie
Oreszino znajduje się we Wschodnich Rodopach, 12 km od Iwajłowgradu. Położona w małej kotlinie. Jedyna droga asfaltowa do wsi prowadzi od Swiraczi.

## Historia
W XIX wieku żyli tutaj także Albańczycy, Grecy, Turcy. Po wojnie bałkańskiej w 1913 roku Oreszino znalazło się w granicach Bułgarii.